# 17 décembre
Pour les articles homonymes, voir Dix-Sept-Décembre.
17 novembre 17 janvier
Chronologies thématiques
- Croisades
- Ferroviaires
- Sports
- Disney
- Anarchisme
- Catholicisme

Abréviations / Voir aussi
- (° 1852) = né en 1852
- († 1885) = mort en 1885
- a.s. = calendrier julien
- n.s. = calendrier grégorien
- Calendrier
- Calendrier perpétuel
- Liste de calendriers
- Naissances du jour

Le 17 décembre est le 351e jour de l'année du calendrier grégorien, le 352e en cas d'année bissextile. Il reste 14 jours avant la fin de l'année.
C'était généralement l'équivalent du 27 frimaire du calendrier républicain français, officiellement dénommé jour du liège.

## Événements

### Vesiècleav. J.-C.
- - 497 : célébration des premières fêtes saturnales à Rome.

### VIesiècle
- 546 : prise de Rome par Totila, roi des Ostrogoths, au cours de la guerre des Goths (535-553).

### XVesiècle
- 1498 : annulation du mariage du roi de France Louis XII et de Jeanne de France, pour permettre au premier d'épouser ensuite la duchesse Anne de Bretagne, reine de France veuve de son prédécesseur Charles VIII, en maintenant ainsi le duché dans le giron du royaume.

### XVIesiècle
- 1582 : l'année n'a pas en France de 17 décembre. Du fait de l'adoption du calendrier grégorien par ce pays, le lendemain du dimanche 9 décembre aura été le lundi 20 décembre directement.
- 1583 : fin du siège de Godesberg, pendant la Guerre de Cologne.
- 1586 : Go-Yōzei devient empereur du Japon.
- 1600 : mariage à Lyon de Henri IV et de Marie de Médicis (ou 16 décembre ?).

### XVIIIesiècle
- 1718 : la Grande-Bretagne déclare la guerre à l'Espagne.

### XIXesiècle
- 1819 : la Grande Colombie est formée par Simón Bolívar.
- 1861 : bataille de Rowlett's Station, pendant la guerre de Sécession américaine.
- 1862 : Ulysses S. Grant signe l'Ordre général n° 11 exigeant l'expulsion des Juifs des territoires sous son contrôle.
- 1865 : en Belgique, Léopold II succède à son père Léopold Ier comme roi, le lendemain de l'anniversaire de naissance de celui-ci et une semaine après son décès, et il mourra un 17 décembre également, 44 ans plus tard ci-après.
- 1885 : la reine de Madagascar Ranavalona III signe un traité d'alliance avec la France.

### XXesiècle
- 1907 : avec le soutien britannique, une monarchie héréditaire, la dynastie Wangchuck, est instaurée au Bhoutan.
- 1916 : assassinat de Raspoutine, par le prince Félix Ioussoupov et quatre complices.
- 1917 : proclamation de la république soviétique provisoire de Nargen par 82 marins dont Stepan Petrichenko, ukrainien anarchiste.
- 1926 : coup d'État en Lituanie.
- Seconde guerre mondiale :
  - en 1939, sabordage du croiseur cuirassé de la Kriegsmarine Admiral Graf Spee.
  - en 1944, 
    - massacre de Baugnez, perpétré par la 1re Panzerdivision SS Leibstandarte-SS-Adolf Hitler.
    - typhon Cobra, en mer des Philippines jusqu'au lendemain ; trois destroyers américains sont coulés, provoquant 790 morts.
- 1970 : l'armée tire sur les manifestants, à Gdynia, pendant les émeutes de la Baltique.
- 1981 : signature du pacte de création de la Confédération de Sénégambie.
- 1983 : attaque à la bombe du magasin Harrods, à Londres ;
- 1989 : Fernando Collor de Mello est élu président de la république fédérative du Brésil, au terme des premières élections démocratiques organisées dans le pays depuis 29 ans.
- 1996 : à Lima, au Pérou, le commando révolutionnaire Tupac Amaru prend quatre cents personnes en otages, à l'ambassade du Japon.
- 1999 : résolution no 1284, du Conseil de sécurité des Nations unies, sur la situation entre Irak et Koweït, avec une modification des sanctions contre l'Irak, pour autoriser nourriture et médicaments.

### XXIesiècle
- 2002 : accord de paix en république démocratique du Congo, fin de la deuxième guerre du Congo.
- 2010 : suicide par immolation du jeune marchand ambulant Mohamed Bouazizi (qui en mourra le 4 janvier suivant), déclenchant la révolution de jasmin tunisienne puis d'autres soulèvements dans plusieurs États arabophones.
- 2014 : 
  - 1er tour des élections présidentielles grecques.
  - Annonce d'un rapprochement américano-cubain.
- 2017 : au Chili, Sebastián Piñera est élu président de la République.
- 2022 : 
  - en Tunisie, les élections législatives ont lieu, les premières sous la Constitution de 2022[1].
  - au Chili, un référendum a lieu afin de proposer à la population du pays une nouvelle Constitution, à l'issue des travaux de l'Assemblée constituante élue en mai 2023. Comme attendu, le projet de nouvelle Constitution est rejeté par les électeurs[2]
  - en Serbie, les élections législatives serbes de 2023 ont lieu afin de renouveler les 250 sièges de l'Assemblée nationale de la Serbie. Des élections provinciales en Voïvodine et des élections municipales se tiennent le même jour. Elles sont remportées par la coalition gouvernementale sortante, à l'issue d'un scrutin entaché selon les observateurs et l'opposition de fraude électorale[3].
  - au Tchad un référendum a lieu afin de permettre à la population du pays de se prononcer sur l'adoption d'une nouvelle Constitution devant remplacer celle de 2018[4].

## Arts, culture et religion
- 1531 : le pape Clément VII crée l'Inquisition portugaise.
- 1582 : sur décision du Pape Grégoire XIII, transposée en droit "national", l'année n'a pas en France de 17 décembre. Du fait de l'adoption du calendrier grégorien par ce pays, le lendemain du dimanche 9 décembre aura été le lundi 20 décembre directement.
- 1790 : découverte fortuite de la Pierre du Soleil.
- 1864 : première de la Belle Hélène, de Jacques Offenbach.
- 1980 : sortie en France du premier film intitulé "La Boum" révélant l'actrice Sophie Marceau[5].
- 1989 : première diffusion des Simpson, sur la Fox.

## Sciences et techniques
- 1582 : l'année n'a pas en France de 17 décembre. Du fait de l'adoption du calendrier grégorien par ce pays, le lendemain du dimanche 9 décembre aura été le lundi 20 décembre directement.
- 1819 : Carlo Brioschi fait la première observation astronomique depuis le nouvel Observatoire de Naples, à Capodimonte[6].
- 1903 : Orville et Wilbur Wright effectuent le premier vol motorisé à bord du Wright Flyer[7].
- 1935 : premier vol du Douglas DC-3.
- 1938 : le phénomène de la fission nucléaire est découvert, par Otto Hahn et son jeune assistant Fritz Strassmann. Cela sera considéré comme l'acte de naissance de l'énergie nucléaire.
- 1946 : Paul Douchy, prévisionniste de la Météorologie nationale, présente le premier bulletin météo de la télévision française.
- 1947 : premier vol du Boeing B-47 Stratojet.
- 1957 : premier essai du missile Atlas.

## Économie et société
- 1582 : l'année n'a pas en France de 17 décembre. Du fait de l'adoption du calendrier grégorien par ce pays, le lendemain du dimanche 9 décembre aura été le lundi 20 décembre directement.
- 1983 : un incendie dans la discothèque Alcalá 20, à Madrid, cause 81 morts.
- 1998 : en Islande, le Parlement adopte une loi permettant le recueil de données médicales et génétiques de la population par des compagnies privées[8].
- 2015 : Vivendi annonce l'acquisition majoritaire du capital de Radionomy, acteur majeur de la radio numérique dans le monde[9].
- 2016 : en Turquie, attentat visant des militaires à Kayseri (14 morts et 55 blessés).
- 2017 : au Pakistan, attentat visant une église méthodiste de Quetta (9 morts et 57 blessés).
- 2018 : au Maroc, les corps décapités de deux femmes scandinaves, d'une vingtaine d'années chacune, sont retrouvés, dans les contreforts du mont Toukbal, près du village d'Imlil. Il sera rapidement établi que ces dernières auront été violées puis tuées par des individus ayant prêté allégeance à Daesh quelques jours plus tôt.
- 2024 :
  - au Vanuatu, un séisme de magnitude 7,3 frappe Port-Vila et fait au moins 15 morts[10].
  - au Danemark, la justice rejette la demande japonaise d'extradition du militant écologiste canadien Paul Watson, détenu au Groenland depuis le 21 juillet, et le libère[11].

## Naissances

### XIIIesiècle
- 1267 : Go-Uda (後宇多天皇), empereur du Japon, de 1274 à 1287 († 16 juillet 1324).

### XVIesiècle
- 1554 : Ernest de Bavière, homme religieux et politique du Saint-Empire romain germanique († 17 février 1612).

### XVIIIesiècle
- 1706 : Émilie du Châtelet, mathématicienne et physicienne française († 10 septembre 1749).
- 1734 : Marie Ire, reine de Portugal, de 1777 à 1816 († 20 mars 1816).
- 1749 : Domenico Cimarosa, compositeur italien († 11 janvier 1801).
- 1770 (ou 15, voire 16 décembre) : ondoiement ou baptême chrétien de Ludwig van Beethoven, compositeur allemand († 26 mars 1827).
- 1773 : Sylvain Charles Valée, militaire français († 16 août 1846).
- 1778 : Humphry Davy, chimiste et physicien britannique († 29 mai 1829).
- 1787 : Jan Evangelista Purkyně, anatomiste tchèque († 28 juillet 1869).

### XIXesiècle
- 1801 : Léon Curmer, éditeur français († 29 janvier 1870).
- 1805 : Charles François Xavier d'Autemarre d'Erville, général français († 18 février 1891).
- 1807 : John Greenleaf Whittier, poète et abolitionniste américain († 7 septembre 1892).
- 1819 : Jean-Baptiste Van Moer, peintre belge († 6 décembre 1884)
- 1830 : Jules de Goncourt, écrivain français († 20 juin 1870).
- 1847 : Émile Faguet, écrivain, critique littéraire et académicien français († 7 juin 1916).
- 1853 :
  - Herbert Beerbohm Tree, acteur britannique († 2 juillet 1917).
  - Émile Roux, médecin français († 3 novembre 1933).
- 1859 : Paul Helleu, peintre français († 23 mars 1927).
- 1870 : Benjamin-Octave Roland-Gosselin, ecclésiastique français († 22 mai 1952).
- 1873 : Ford Madox Ford (Ford Hermann Hueffer dit), écrivain britannique († 26 juin 1939).
- 1874 : William Lyon Mackenzie King, homme politique canadien Premier ministre du Canada à plusieurs reprises († 22 juillet 1950).
- 1882 : Suzanne Meyer-Zundel, poétesse française († 21 février 1871).
- 1887 : Josef Lada, peintre tchécoslovaque († 14 décembre 1957).
- 1893 : 
  - Blanka Mercère, peintre polonaise († 16 décembre 1937).
  - Erwin Piscator, réalisateur allemand († 30 mars 1966).
- 1894 : Arthur Fiedler, chef d'orchestre américain († 10 juillet 1979).
- 1897 : Władysław Broniewski, poète polonais († 10 février 1962).

### XXesiècle
- 1901 : Robert Coin, sculpteur français († 12 février 1988).
- 1902 : Emil Walch, skieur alpin autrichien († 14 novembre 1967).
- 1903 : Erskine Caldwell, écrivain américain († 11 avril 1987).
- 1904 : Bernard Lonergan, prêtre jésuite, philosophe, économiste et théologien canadien († 26 novembre 1984).
- 1905 : Iossif Kheifitz (Іосіф Яўхімавіч Хейфіц), scénariste et cinéaste soviétique († 24 avril 1995).
- 1906 : Maxime Lehmann, footballeur suisse naturalisé français († 24 avril 2009).
- 1907 : Alexander Hammid, réalisateur de documentaire et photographe tchèque († 26 juillet 2004).
- 1908 : Willard Frank Libby, chimiste américain, prix Nobel de chimie en 1960 († 8 septembre 1980).
- 1909 : Jan Doat, metteur en scène de théâtre, acteur et réalisateur français († 4 février 1988).
- 1910 : Melvin « Sy » Oliver, trompettiste de jazz, chef d'orchestre, compositeur et arrangeur américain († 28 mai 1988).
- 1912 : Jean Palmero, homme politique français († 15 janvier 1999).
- 1913 : Alicia Lourteig, botaniste argentine († 30 juillet 2003).
- 1914 : Antoine Reboulot, musicien canadien d'origine française († 11 juillet 2002).
- 1915 :
  - Robert Alan Dahl, professeur émérite américain de science politique († 5 février 2014).
  - Joan Woodbury, actrice américaine († 22 février 1989).
- 1916 : Penelope Fitzgerald, écrivaine britannique († 28 avril 2000).
- 1919 :
  - Julien Roger, compagnon de la Libération († 10 avril 1945).
  - Tomáš Špidlík, prélat tchèque († 16 avril 2010).
- 1924 : Josiane Somers, résistante française († 31 mai 2010).
- 1925 : Alphonse Boudard, écrivain français († 14 janvier 2000).
- 1927 : Richard Long, acteur et réalisateur américain († 21 décembre 1974).
- 1929 : 
  - Seiji Arikawa, politicien japonais du Parti social-démocrate. († 13 mai 2016).
  - William Safire, auteur et journaliste américain († 27 septembre 2009).
- 1930 :
  - Robert Charles Joseph Edward Sabatini « Bob » Guccione, patron de presse américain († 20 octobre 2010).
  - Armin Mueller-Stahl, acteur allemand.
- 1931 : Igor Barrère, producteur et réalisateur de télévision français († 24 juin 2001).
- 1935 : Calvin Edwin « Cal » Ripken, gérant de baseball américain († 25 mars 1999).
- 1936 :
  - Thomas Benjamin « Tommy » Banks, musicien et homme politique canadien († 25 janvier 2018).
  - Jorge Mario Bergoglio, prélat argentin, 266e pape en fonction depuis 2013 sous le nom de François.
  - Tommy Steele (Thomas Hicks dit), chanteur et acteur britannique.
- 1937 : Anne Segalen, musicienne et co-parolière française de chansons de J. Dutronc avec son ancien mari J. Lanzmann. († 29 juin 2023).
- 1938 :
  - Jean-Claude Drouot, acteur belge.
  - Gilles Tremblay, hockeyeur professionnel et analyste québécois († 26 novembre 2014).
  - Peter Snell, athlète néo-zélandais, spécialiste du demi-fond († 12 décembre 2019).
- 1939 : Eddie Kendricks (Edward James Kendrick dit), chanteur américain du groupe The Temptations († 5 octobre 1992).
- 1940 :
  - Édika (Édouard Karali dit), auteur français de bandes dessinées.
  - Anna Prucnal, actrice et chanteuse française.
- 1941 : André Lacrampe, prélat français († 15 mai 2015).
- 1942 : Paul Butterfield, musicien américain († 4 mai 1987).
- 1943 : 
  - Ferenc Bene, footballeur hongrois († 27 février 2006).
  - Ronald « Ron » Geesin, compositeur britannique.
- 1944 :
  - Jack Laurence Chalker, écrivain canadien († 11 février 2005).
  - Bernard Hill, acteur britannique.
- 1945 :
  - Joan Castejón, dessinateur, peintre, sculpteur et graveur espagnol.
  - Jean-Pierre Cattenoz, prélat français, archevêque émérite d'Avignon depuis 2021.
  - Earnest Lee « Ernie » Hudson, acteur américain.
- 1946 : Eugene Levy, acteur canadien.
- 1949 : Paul Rodgers, chanteur britannique du groupe Free.
- 1951 : 
  - Kenneth Ken » Hitchcock, entraîneur de hockey sur glace canadien.
  - Curro Rivera (Francisco Rivera Agüero dit), matador mexicain († 23 janvier 2001).
  - Tatyana Kazankina, athlète soviétique triple championne olympique en demi-fond.
- 1953 : William James « Bill » Pullman, acteur américain.
- 1955 :
  - Moustapha Abou al-Yazid, activiste égyptien d'Al-Qaïda († 21 mai 2010).
  - Nathalie Gascon, actrice québécoise.
- 1956 : Philippe Laurent, compositeur et musicien français.
- 1958 : Michael Edwards « Mike » Mills, musicien américain, bassiste du groupe R.E.M..
- 1959 :
  - Lionel Chamoulaud, journaliste sportif français.
  - Albert King, basketteur américain.
- 1960 : Marin Raïkov (Марин Райков Николов), homme politique bulgare Premier ministre en 2013.
- 1962 : André-Philippe Gagnon, imitateur et humoriste québécois.
- 1963 :
  - Natacha Muller, doubleuse française.
  - Jón Kalman Stefánsson, écrivain islandais.
- 1965 : 
  - Craig Berube, hockeyeur professionnel canadien.
  - Jasna Šekarić, tireuse sportive serbe championne olympique.
- 1966 : 
  - Kristiina Ojuland, femme politique estonienne.
  - Valeriy Lyukin, gymnaste kazakh double champion olympique.
- 1967 :
  - Gigi D'Agostino (Luigino Celestino di Agostino dit), musicien et disc-jockey italien.
  - Vincent Damphousse, hockeyeur professionnel québécois.
- 1968 : Paul Tracy, pilote automobile canadien.
- 1969 : Laurie Holden, actrice, productrice et militante américano-canadienne des droits de l'homme.
- 1970 : Macha Limonchik, actrice québécoise.
- 1971 :
  - Claire Forlani, actrice britannique.
  - Antoine Rigaudeau, basketteur français.
- 1972 : Iván Pedroso, athlète cubain spécialiste du saut en longueur, champion olympique.
- 1973 : Paula Radcliffe, athlète britannique.
- 1974 : Giovanni Ribisi, acteur américain.
- 1975 : Milla Jovovich, mannequin, actrice et chanteuse américaine.
- 1976 :
  - Éric Bédard, patineur de vitesse québécois sur courte piste.
  - Patrick Müller, footballeur suisse.
- 1977 : Arnaud Clément, joueur de tennis français.
- 1979 : Jaimee Foxworth, actrice américaine.
- 1981 : Tim Wiese, footballeur international allemand.
- 1982 : Benjamin Nicholas « Ben » Hunter Goldwasser, musicien américain du groupe MGMT.
- 1983 :
  - Sébastien Ogier, pilote automobile français.
  - Mako Oda, actrice pornographique japonaise.
- 1986 : 
  - Julian Palmieri, footballeur français.
  - Vanessa Zima, actrice américaine.
- 1987 : Ophélie Meunier, mannequin et journaliste française.
- 1988 : 
  - Amélie Lacoste, patineuse artistique canadienne.
  - David Rudisha, athlète kényan, spécialiste du 800 mètres.
  - Jessi, artiste sud-coréenne.
- 1989 : André Ayew, footballeur international ghanéen.
- 1991 : Léo Bureau-Blouin, homme politique québécois.
- 1993 : Chavano Rainier « Buddy » Hield, basketteur bahaméen.
- 1996 : Kungs (Valentin Brunel), DJ, auteur-compositeur et musicien français.
- 1998 : 
  - Martin Ødegaard, footballeur international norvégien.
  - Manu Ríos, acteur espagnol.

### XXIesiècle
- 2007 : James Mountbatten-Windsor, prince britannique.

## Décès

### VIIesiècle
- 693 : Begge d'Andenne épouse d'Anségisel, mère de Pépin de Herstal, fondatrice de l'abbaye d'Andenne, sainte catholique ci-après.

### Xesiècle
- 942 : Guillaume Ier Longue-Épée, duc de Normandie (° vers 905).
- 952 : Hugues le Noir, duc de Bourgogne de 923 à 952 (° date inconnue).

### XIIesiècle
- 1187 : Grégoire VIII (Alberto di Morra dit), 173e pape, en fonction de 1187 à 1187 (° date inconnue).
- 1195 : Baudouin V, comte de Hainaut (° vers 1150).

### XIIIesiècle
- 1213 : Jean de Matha, religieux français, fondateur de l’Ordre des Trinitaires (° 23 juin 1160).
- 1273 : Djalâl ad-Dîn Rûmî, poète et mystique perse (° 30 septembre 1207).

### XVesiècle
- 1471 : Isabelle de Portugal, duchesse de Bourgogne, mère de Charles le Téméraire (° 21 février 1397).

### XVIIesiècle
- 1697 : Éléonore d'Autriche, reine douairière de Pologne, duchesse douairière de Lorraine et de Bar (°1653)

### XVIIIesiècle
- 1741 : William Pole, 4e baronnet, propriétaire britannique et homme politique conservateur (° 1678).

### XIXesiècle
- 1813 : Antoine-Augustin Parmentier, pharmacien militaire français (° 12 août 1737).
- 1830 : Simón Bolívar, militaire et homme politique vénézuélien président de plusieurs nations actuelles d'Amérique latine hispanophone (° 24 juillet 1783).
- 1833 : Kaspar Hauser, personnalité allemande (° 30 avril ? 1812).
- 1847 : 
  - Marie-Louise d'Autriche, ancienne impératrice des français, veuve de Napoléon Ier (° 12 décembre 1791).
  - José de los Santos, matador espagnol (° 10 mars 1806).
- 1860 : Bernardine Eugénie Désirée Clary, reine de Suède et de Norvège, veuve du roi Charles XIV (° 8 novembre 1777).
- 1870 : Saverio Mercadante, compositeur italien (° 17 septembre 1795).
- 1877 : Louis Jean Baptiste d’Aurelle de Paladines, militaire français (° 9 janvier 1804).
- 1886 :
  - Charles Guillemaut, général et homme politique français (° 18 septembre 1809).
  - Matsudaira Yoritaka, daimyo japonais (° 17 mars 1810).

### XXesiècle
- 1907 : William Thomson (Lord Kelvin), physicien britannique (° 26 juin 1824).
- 1909 : Léopold II, roi des Belges de 1865 à 1909 (° 9 avril 1835).
- 1917 : Elizabeth Garrett Anderson, physicienne et féministe britannique (° 26 juin 1836).
- 1926 : Alfred Rossel, chansonnier français (° 6 mars 1841).
- 1942 : Edith Pretty, propriétaire terrienne et philanthrope anglaise (° 1er août 1883).
- 1945 : Julius Jüthner, philologue classique et archéologue autrichien (° 25 juin 1866).
- 1946 : Grigori Néouïmine, astronome soviétique (° 3 janvier 1886).
- 1957 : Dorothy Leigh Sayers, écrivain britannique (° 13 juin 1893).
- 1958 : Pierre-Antoine Cousteau, journaliste et polémiste français (° 18 mars 1906).
- 1962 : Thomas Mitchell, acteur américain (° 11 juillet 1892).
- 1964 : Victor Franz Hess, physicien américain d'origine autrichienne, prix Nobel de physique en 1936 (° 24 juin 1883).
- 1967 :
  - Francis Barry Byrne, architecte américain (° 19 décembre 1883).
  - 1967 : Harold Holt, Premier ministre australien (° 5 août 1908).
- 1973 :
  - Amleto Cicognani, prélat italien, secrétaire d'État et doyen du Collège des cardinaux (° 24 février 1883).
  - Charles Greeley Abbot, astronome américain (° 31 mai 1872).
- 1978 : Donald Johnson « Don » Ellis, compositeur, trompettiste et chef d’orchestre américain (° 25 juillet 1934).
- 1982 : 
  - Philipp Jarnach, compositeur allemand (° 26 juillet 1892).
  - Efrem Flaks, chanteur soviétique (° 15 janvier 1909).
- 1984 : Sonja Ferlov, sculptrice danoise (° 1er novembre 1911).
- 1987 :
  - Bernardus Johannes Alfrink, cardinal néerlandais, archevêque d'Utrecht de 1955 à 1975 (° 5 juillet 1900).
  - Marguerite Yourcenar (Cleenewerck de Crayencour dite), femme de lettres franco-belgo-américaine, première femme membre de l'Académie française (° 8 juin 1903).
- 1991 : Joseph Roberts « Joey » Smallwood, homme politique canadien (° 24 décembre 1900).
- 1992 : Carver Dana Andrews, acteur américain (° 1er janvier 1909).
- 1995 : Olivette Thibault, actrice québécoise (° 13 novembre 1914).
- 1997 : 
  - Karl Kainberger, footballeur autrichien (° 1er décembre 1912).
  - Reginald Victor Jones, physicien britannique (° 29 septembre 1911).
- 1999 :
  - Rex Allen, acteur et chanteur américain (° 31 décembre 1920).
  - Paolo Dezza, prélat italien (° 13 décembre 1901).
  - Roger Frison-Roche, guide de haute montagne et écrivain français (° 10 février 1906).
  - Grover Washington, Jr., musicien américain (° 12 décembre 1943).
- 2000 : Gérard Blain, acteur et cinéaste français (° 23 octobre 1930).

### XXIesiècle
- 2001 : Frédéric de Pasquale, acteur français (° 28 mars 1931).
- 2003 : Ed Devereaux, acteur et réalisateur australien (° 27 août 1925).
- 2004 : Tom Wesselmann, peintre américain (° 23 février 1931).
- 2005 :
  - Marc Favreau, comédien canadien (° 9 novembre 1929).
  - Jacques Fouroux, joueur puis entraîneur de rugby français (° 24 juillet 1947).
- 2008 : 
  - Turgun Alimatov, musicien ouzbek (° 20 janvier 1922).
  - Sammy Baugh, joueur de foot U.S. américain (° 17 mars 1914).
  - Francisco Casavella, écrivain espagnol (° 15 octobre 1963).
  - Dave Smith, joueur de baseball américain
- 2009 : 
  - Amine al-Hafez, homme d'État syrien (° 12 novembre 1921).
  - Chris Henry, joueur de foot U.S. américain (° 17 mai 1983).
  - Jennifer Jones, actrice américaine (° 2 mars 1919).
  - Michel Leblond, footballeur français (° 10 mai 1932).
  - Dan O'Bannon, réalisateur et scénariste américain (° 30 septembre 1946).
  - Alaina Reed Hall, actrice américaine (° 10 novembre 1946).
  - Juan Romay, footballeur argentin (° ? 1925).
- 2010 :
  - François Baboulet, peintre paysagiste français (° 12 avril 1914).
  - Captain Beefheart, musicien, auteur-compositeur-interprète américain (° 15 janvier 1941).
  - Jacques Moulinier, homme politique français (° 18 avril 1938).
  - Nikos Papatakis, réalisateur, scénariste, producteur et directeur artistique français (° 5 juillet 1918).
- 2011 : 
  - Cesária Évora, chanteuse capverdienne (° 27 août 1941).
  - Kim Jong-il (김정일), homme politique dictateur nord-coréen de 1994 à 2011 (° 16 février 1941 ou 1942).
  - Ronnie Smith, basketteur américain puis français (° 21 avril 1962).
- 2012 :
  - Daniel Inouye, homme politique américain (° 7 septembre 1924).
  - Dina Manfredini, supercentenaire italo-américaine, doyenne de l'humanité (° 4 avril 1897).
  - Frank Pastore, joueur de baseball américain (° 21 août 1957).
- 2013 : 
  - Friedrich « Fred » von Bruemmer, photographe naturaliste et auteur canadien d'origine lettone (° 6 juin 1929).
  - Ricardo María Carles Gordó, cardinal espagnol, archevêque émérite de Barcelone (° 24 septembre 1926).
  - Geneviève Couteau, artiste peintre, dessinatrice, graveuse et décoratrice de théâtre française (° ? 1924).
  - Janet Rowley, généticienne américaine (° 5 avril 1925).
- 2014 : 
  - Mohamed Bastaoui, acteur marocain (° ? 1954).
  - Maurice Duverger, juriste constitutionnaliste et politologue français (° 5 juin 1917).
  - Clarke Fraser, généticien américain (° 29 mars 1920).
  - Jean-Pierre Seguin, bibliothécaire et historien de l'art français (° 7 mars 1920).
- 2015 :
  - Serge Devèze, footballeur puis entraîneur français (° 25 septembre 1956).
  - Osamu Hayaishi, biochimiste japonais (° 8 janvier 1920).
  - Michel Renard, homme politique  français (° 24 septembre 1924).
  - Joseph Roduit, chanoine suisse, abbé de l'abbaye territoriale de Saint-Maurice d'Agaune (° 17 décembre 1939).
  - René Saorgin, organiste français (° 31 octobre 1928).
  - Jean-Luc Vilmouth, sculpteur français (° 5 mars 1952).
- 2016 : Henry J. Heimlich, médecin américain (° 3 février 1920).
- 2018 :
  - Galt MacDermot, pianiste et compositeur d’origine québécoise (° 18 décembre 1928).
  - Penny Marshall (Carole Penelope Penny Masciarelli dite), actrice, réalisatrice et productrice américaine (° 15 octobre 1943).
- 2020 : 
  - Jeremy Bulloch, acteur britannique (° 16 février 1945).
  - Pierre Buyoya, président du Burundi (° 24 novembre 1949).
- 2021 : Jean-Gabriel Cohn-Bendit (ou « Gaby Cohn-Bendit »), professeur et militant français (° 14 avril 1936).
- 2022 : 
  - Mike Hodges, producteur, réalisateur et scénariste britannique de cinéma (° 29 juillet 1932).
  - Philippe Tillous-Borde, ingénieur et entrepreneur français (° 17 mai 1946).
- 2023 :
  - Norma Barzman, écrivaine et scénariste américaine (° 15 septembre 1920).
  - Marie-Andrée Cossette, artiste et universitaire canadienne (° 17 août 1946).
  - Linda van Dyck, actrice néerlandaise (° 18 mai 1948).
  - Amp Fiddler, claviériste, auteur-compositeur-interprète et producteur de disques américain (° 17 mai 1958).
  - Janusz Filipiak, scientifique, informaticien, entrepreneur, professeur universitaire polonais (° 3 août 1952).
  - Christian Grobet, personnalité politique suisse (° 26 juillet 1941).
  - Otar Iosseliani, cinéaste géorgien puis français (° 2 février 1934).
  - Philippe Martin, économiste français (° 18 janvier 1966).
  - James McCaffrey, acteur américain (° 27 mars 1958).
  - Eric Montross, basketteur américain (° 23 septembre 1971).
  - Michel Rose, écrivain, essayiste et chanteur français (° 12 février 1948).
- 2024 :
  - Jusèp Amiell Solè, prêtre et écrivain espagnol (° 18 avril 1930).
  - Enric Bataller i Ruiz, homme politique espagnol (° 30 mai 1965).
  - Jacques-Louis Binet, médecin hématologue français (° 1er mai 1932).
  - Michel del Castillo, écrivain français (° 2 août 1933).
  - Aigars Fadejevs, athlète de marches athlétiques letton (° 27 décembre 1975).
  - Igor Kirillov, officier russe (° 13 juillet 1970).
  - William Labov, linguiste américain (° 4 décembre 1927).
  - Marcel Marnat, musicologue, journaliste et producteur de radio français (° 6 juillet 1933).
  - Marisa Paredes, actrice espagnole (° 3 avril 1946).
  - Jānis Timma, basketteur letton (° 2 juillet 1992).

## Célébrations

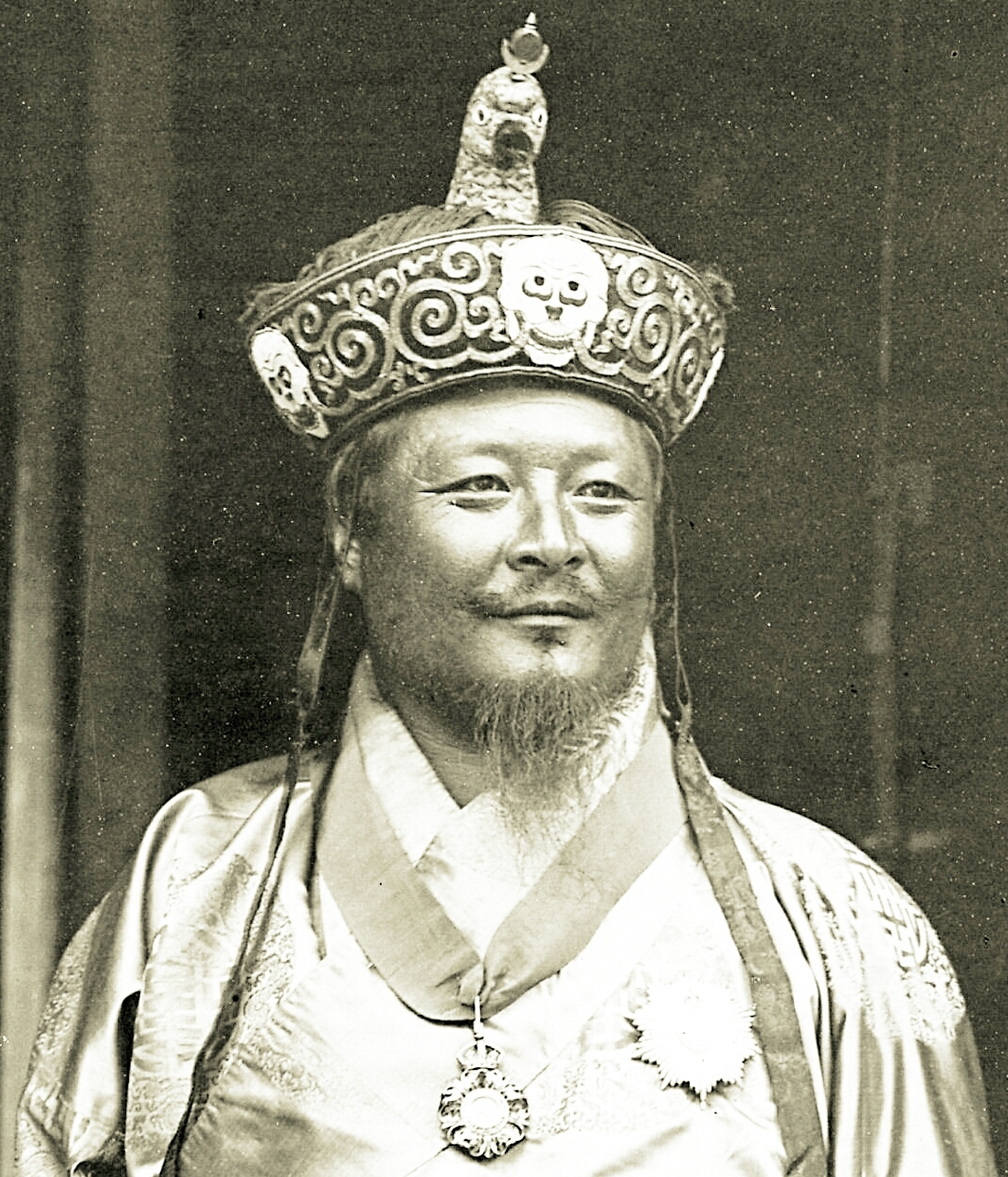
Ugyen Wangchuck en 1905.

### Internationale
- Journée internationale pour l'élimination des violences faites aux travailleurs du sexe.

### Nationales
- Bhoutan : fête nationale commémorant l'accession au trône d'Ugyen Wangchuck (photo ci-contre), premier roi du Bhoutan en 1907.
- Tunisie : fête de la Révolution commémorant le déclenchement de celle de 2010-2011 prémice des « printemps arabes » (par le geste désespéré de Mohamed Bouazizi).

### Religieuses
- Fêtes religieuses romaines des Saturnales en partie « ancêtres » de la période des fêtes de solstice d'hiver de l'hémisphère boréal, de Mithra et Noël jusqu'aux étrennes, pour l'échange de cadeaux par exemple.

### Saints des Églises chrétiennes

#### Catholiques
- Ananias, Azarias et Misaël († ?), personnages bibliques cités dans le Livre de Daniel[12],[13] et orthodoxes[14],[15].
- Begge d'Andenne († 693) — ou « Begga » —, fondatrice de l'abbaye d'Andenne, en région wallonne.
- Briac († 555), abbé en Domnonée armoricaine.
- Daniel le Prophète (entre VIIe siècle et VIe siècle av. J.-C.) ou דָּנִיֵּאל (Dānīyyēʾl) en hébreu, dont ce nom signifie « Jugement divin » ou « Dieu est mon juge », personnage du livre biblique portant son nom, grand prophète de ladite Bible hébraïque ou Ancien Testament chrétien, 
  - à ne pas confondre avec Saint Daniel le Stylite, plus tardif mais commémoré six jours avant.
- Eigil († 822), moine.
- Étienne le Confesseur (Xe siècle), martyr.
- Florian de Gaza († 638), Martyr.
- Judicaël († 658), ou saint Gaël, moine
- Maxenciole (Ve siècle), moine.
- Modeste († 634), patriarche de Jérusalem, fêté le 16 décembre par les orthodoxes.
- Patermouthios (IVe siècle), martyr.
- Sturm († 779), moine et apôtre de la Germanie, fondateur du monastère de Fulda[16].
- Tetta (VIIIe siècle), moniale.

#### Saints ou bienheureux des Églises catholiques
- Hyacinthe-Marie Cormier († 1916), bienheureux religieux dominicain français[12] .
- Jean de Matha († 1213), religieux français, fondateur de l'ordre des Trinitaires.
- Joseph Manyanet y Vives († 1901), prêtre catalan fondateur de congrégation.
- Matilde del Sagrado Corazón Téllez Robles († 1902), bienheureuse religieuse espagnole fondatrice de congrégation.
- Wivine († 1170), moniale.
- Yolande de Marienthal († 1283), moniale.

#### Saints orthodoxes
- Denys d'Egine († 1622), moine.
- Paissos († 1814), martyr.

## Traditions et superstitions

### Dictons
Liés à Saint Lazare, pourtant célébré aussi les 29 juillet voire à d'autres dates :
- « Pour la Saint-Lazare, le froid est sur la montagne. »[17]
- « Souvent quand Saint-Lazare appelle le froid, il n'en reste pas. »[18]
- « Souvent à la Saint-Lazare le froid gagne, ou file vers la montagne. »[19]

### Astrologie
- Signe du zodiaque : 25e jour du Sagittaire.

## Toponymie
- Les noms de plusieurs voies, places, sites ou édifices de pays ou régions francophones contiennent cette date sous diverses graphies : voir Dix-Sept-Décembre .